# Lennart Lundberg (friidrottare)
Ej att förväxla med pianisten Lennart Lundberg
Ulrik Lennart Lundberg, född 30 juli 1916 i Adolf Fredriks församling, Stockholm, död 27 november 1972 i Näsby Park, var en svensk friidrottare (mångkamp och häcklöpning) och senare civilingenjör.

## Biografi
Lundberg avlade studentexamen vid Nya Elementar 1935 och utexaminerades från Tekniska Högskolan 1942. Under studietiden tävlade han i friidrott för klubben Stockholms Studenters IF och tillhörde Sverigeeliten i mångkamp och 110 meter häck; han blev akademisk världsmästare i 110 meter häck i Wien 1939 och vann SM i tiokamp 1941. Han var även trea på SM i tiokamp 1938.
Han arbetade efter studietiden vid Televerket, Sieverts kabelverk och Statens organisationsnämnd, innan han 1947 började arbeta för SAS. 1962 blev han konsult vid Bohlin & Strömberg, framför allt inom produktionsstyrning, och från 1965 till sin bortgång var han konsult hos Information System International.

## Privatliv
Lundberg var gift med Ann-Mari, född Ekegård, och hade dottern Mari-Ann och sonen Björn.